# Thelma Rodríguez
Thelma Guisselle Rodríguez Flores (Chinandega, 19 de enero de 1989) es reina de belleza y modelo de Chinandega. Rodríguez fue coronada como Miss Nicaragua 2008, en el que fue celebrado en el Teatro Nacional Rubén Darío en Managua y coronada por la Miss Nicaragua saliente, Xiomara Blandino. Ella representó a Nicaragua en el concurso de Miss Universo 2008 en Vietnam sin clasificar. Thelma Rodríguez representó a Nicaragua en el certamen de Miss Continente Americano 2008 celebrado en Ecuador, pero no clasificó. El 7 de marzo, Thelma coronó a Indiana Sánchez como Miss Nicaragua 2009.

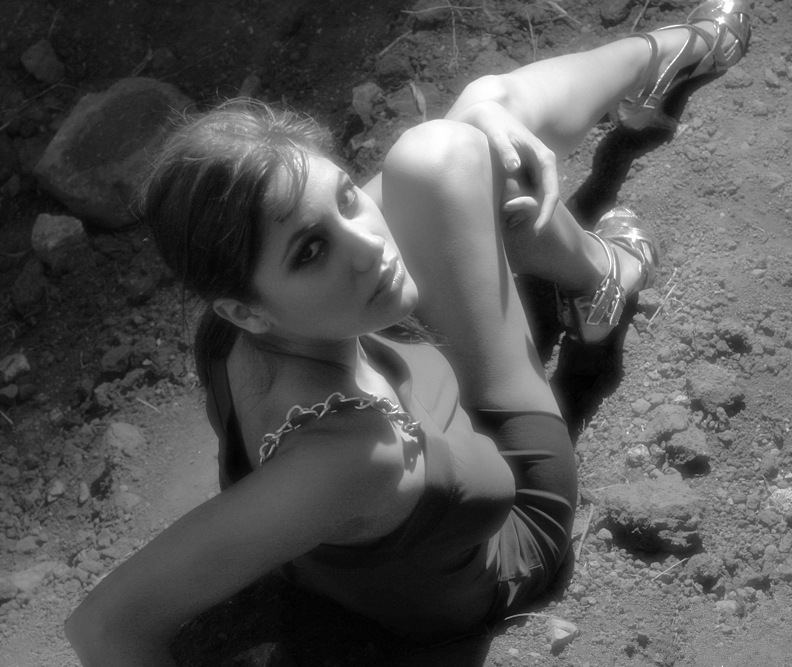
Thelma Rodríguez en una sesión de fotos el 15 de enero de 2009.

Rodríguez estudia Administración Turística y Hotelera en la Universidad Nacional Autónoma de Nicaragua (UNAN) en León.